# Montevideo Challenger 1998
Il Montevideo Challenger 1998 è stato un torneo di tennis facente parte della categoria ATP Challenger Series nell'ambito dell'ATP Challenger Series 1998. Il torneo si è giocato a Montevideo in Uruguay dal 19 al 25 ottobre 1998 su campi in terra rossa.

## Vincitori

### Singolare
Eduardo Medica ha battuto in finale  Christian Ruud con il punteggio di 6–4, 6–4

### Doppio
Francisco Cabello /  Agustín Calleri hanno battuto in finale  Paulo Taicher /  Cristiano Testa con il punteggio di 6–4, 6–4